# صفقة ألاسكا

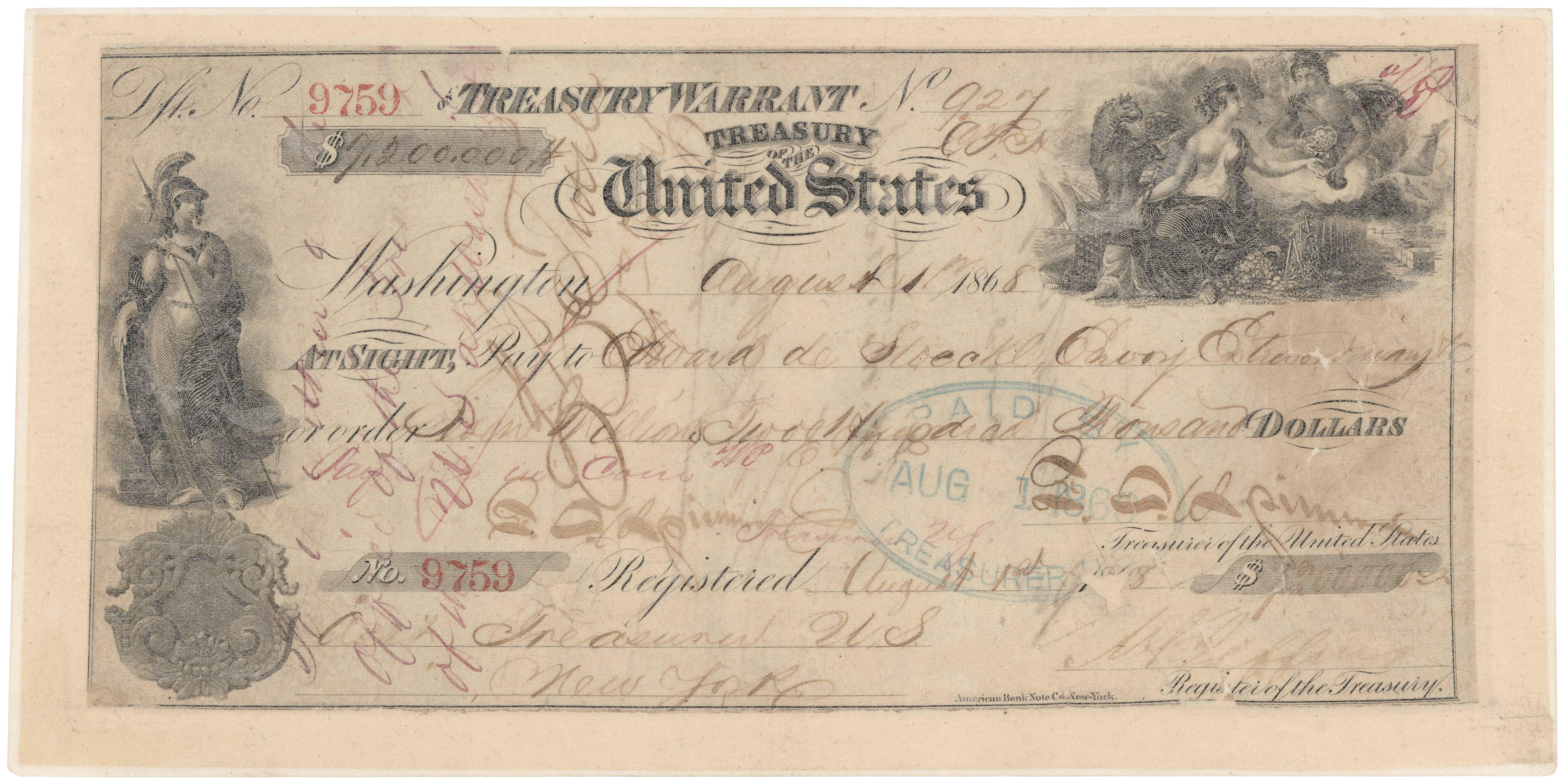
شيك بقيمة 7.2 مليون دولار أمريكي استخدم لشراء ألاسكا (تعادل مليون دولار حاليا).

صفقة ألاسكا (بالإنجليزية: Alaska Purchase)‏، (بالروسية: продажа Аляски)، صفقة اشترت بموجبها الولايات المتحدة الأمريكية ولاية ألاسكا من الإمبراطورية الروسية عام 1867، بموجب معاهدة صدق عليها مجلس الشيوخ الأمريكي، ووقعها الرئيس الأمريكي أندرو جونسون.
أرادت روسيا بيع الأراضي الألاسكية بسبب صعوبات العيش هناك، ونقص كبير في الموارد الطبيعية (تم اكتشاف الذهب لاحقًا في عام 1896) وخوفاً من أن يتم الاستيلاء عليها في حالة اندلاع الحرب مع بريطانيا. كان النشاط الروسي الرئيسي في المنطقة هو تجارة الفراء والعمل التبشيري بين الألاسكيين الأصليين. أضافت عملية الشراء إلى البلاد أراضي جديدة بمساحة 586,412 ميل مربع (1,518,800 كـم2). كانت ردود الفعل في الولايات المتحدة على عملية الشراء مختلطة، وأطلق عليها بعض المعارضين «حماقة سييوارد» ("Seward's Folly") في حين أشاد بها آخرين على أنها تحرك من أجل إضعاف كلاً من روسيا وبريطانيا كمنافسين للتوسع التجاري الأمريكي في منطقة الهادي. هددت عملية الشراء السيطرة البريطانية على مستعمراته الساحلية على المحيط الهادي، معطية زخماً إضافياً الكونفدرالية الكندية، والذي تحقق بعد ثلاثة أشهر، في يوليو 1867. رحب دومينيون كندا بكولومبيا البريطانية بالانضمام للكونفدرالية عام 1871، منهياً الآمال الأمريكية بالضم والوصل الغير منقطع لألاسكا بالولايات المتحدة. تم تنظيمها في الأصل باسم ادارة ألاسكا، وأعيد تسمية المنطقة بمنطقة ألاسكا وأراضي ألاسكا قبل أن تصبح ولاية ألاسكا وضمها للاتحاد كولاية عام 1959.

## نبذة تاريخية
استوطن بروميشلينكي أمريكا الروسية، والذين كانوا بغالبهم تجارَ وصيادي فراء قدِموا إليها عبر سيبيريا. ووصلوا إلى ألاسكا في العام 1732، وفي العام 1799 حصلت الشركة الروسية الأمريكية على ترخيصٍ للصيد من أجل الفراء. لم تُقَم مستعمرة آنذاك، إنما أرسلت الكنيسة الأرثوذكسية الروسية مبشرين مسيحيين إلى السكان الأصليين وأنشأت عدة كنائس. فرض ما يقارب 700 شخصٍ روسي السيادة بالأمر الواقع في منطقة تبلغ مساحتها ضعف مساحة ولاية تكساس. في العام 1821، أصدر القيصر ألكسندر الأول مرسومًا يعلن سيادة روسيا على الساحل الأمريكي الشمالي على المحيط الهادي شمال خط عرض 51° شمالًا. وحظر المرسوم على السفن الأجنبية الاقتراب من مسافة 100 ميل إيطالي (115 ميلًا أو 185 كيلومترًا) من مناطق السيادة الروسية المدّعاة. استنكر وزير الخارجية الأمريكي جون كوينسي آدامز المرسوم، الذي مثّل تهديدًا محتملًا لتجارة الولايات المتحدة وخططها التوسعية. وحرصًا منه على الحفاظ على علاقات ودية مع الولايات المتحدة، وافق ألكسندر على المعاهدة الروسية الأمريكية للعام 1824. بموجب المعاهدة، حددت روسيا مطالباتها بالأراضي الواقعة شمال خط عرض 54° 40 شمال، ووافق كذلك على فتح الموانئ الروسية أمام السفن الأمريكية.
بحلول عقد الخمسينيات من القرن التاسع عشر، تدهور عدد القضاعات البحرية من 300,000 سابقًا إلى حافة الانقراض، وكانت روسيا بحاجة ماسة إلى المال بعد هزيمتها أمام فرنسا وبريطانيا في حرب القرم. أثبتت حمى ذهب كاليفورنيا أنه في حال اكتشاف الذهب في ألاسكا، فإن الأمريكيين والكنديين البريطانيين قد يطغون على الوجود الروسي في المنطقة التي وصفها أحد الباحثين فيما بعد بأنها «أبرد من سيبيريا». بالرغم من ذلك، يتمثّل السبب الرئيسي للبيع في هشاشة الموقف الدفاعي للمستعمرة التي يمكن للقوات البريطانية الموجودة في كندا المجاورة غزوها بسهولة عند نشوب أي صراع مستقبلي، وفي عدم رغبة روسيا في رؤية منافسها اللدود بجوارها في الضفة المقابلة لبحر بيرينغ. تبعًا لذلك، قرر الإمبراطور ألكسندر الثاني بيع المنطقة. ناقشت الحكومة الروسية مقترح البيع في الأعوام 1857 و1858، وعرضت بيع الأراضي للولايات المتحدة، على أمل أن يُسهِم وجود الولايات المتحدة في المنطقة في إحباط خطط بريطانيا. بالرغم من ذلك، لم يصل الطرفان إلى اتفاق، لأن خطر اندلاع الحرب الأهلية الأمريكية كان مصدر خطرٍ أشدّ أهمية في واشنطن.

بدأ الدوق الكبير قسطنطين، وهو الأخ الأصغر للقيصر، بالضغط من أجل تسليم أمريكا الروسية إلى الولايات المتحدة في العام 1857. وذكر الدوق في مذكرة أرسلها إلى وزير الخارجية ألكسندر غورتشاكوف أنه:
يجب ألا نغالطَ أنفسنا، وعلينا أن نتوقع أن الولايات المتحدة، التي تهدف إلى توسيع أراضيها باطراد وترغب في السيطرة على أمريكا الشمالية بشكل كامل، ستنتزع منا المستعمرات المذكورة أعلاه ولن نتمكن من استعادتها.
عُرضت رسالة الدوق قسطنطين على أخيه القيصر ألكسندر الثاني الذي كتب على صفحتها الأولى: «هذه الفكرة جديرة بالاعتبار». كان الأميرال يفيمي بوتياتين والسفير الروسي في الولايات المتحدة إدوارد دي ستويكل من المؤيدين لاقتراح قسطنطين بالانسحاب الفوري من أمريكا الشمالية. وافق غورتشاكوف على ضرورة التخلي عن أمريكا الروسية، لكنه اقترحَ اتّباع عملية تدريجية تُفضي إلى بيعها. وأيّد غورتشاكوف في مقترحه ذلك الوزيرُ البحري والمدير الرئيسي السابق للشركة الروسية الأمريكية فرديناند فون رانجيل. مارس رانجيل ضغوطًا بهدف استثمار بعض عائدات البيع في التنمية الاقتصادية لشبه جزيرة كامشاتكا وحوض نهر آمور. دعم الإمبراطور في نهاية الأمر موقف غورتشاكوف، وقرر تأجيل المفاوضات حتى نهاية الامتياز الممنوح للشركة الأمريكية الروسية، والذي كان من المُزمع انتهاء أجله في العام 1861.
في شتاء العام 1859-1860، عقدَ دي ستويكل اجتماعات مع مسؤولين أمريكيين، بالرغم من تلقيه تعليمات بعدم البدء في مفاوضات على بيع أصول الشركة الأمريكية الروسية. بعد تواصله الرئيسي مع مساعد وزير الخارجية جون أبليتون وسيناتور ولاية كاليفورنيا ويليام إم غوين، أفادَ دي ستويكل بوجود اهتمام لدى الأمريكيين في الحصول على الشركة الأمريكية الروسية. ومع حفاظ الرئيس جيمس بيوكانان على الطابع غير الرسمي لجلسات الاستماع تلك، فقد بدأت إجراءات التحضير لعقد المزيد من المفاوضات. وأبلغ دي ستويكل عن محادثة سأل فيها «بشكل عفوي» عن السعر الذي يمكن أن تدفعه الحكومة الأمريكية مقابل المستعمرة الروسية، فردّ السيناتور غوين بأنهم «قد يدفعون 5 ملايين دولار»، وهو رقمٌ اعتبره غورتشاكوف منخفضًا للغاية. نقل دي ستويكل ذلك إلى أبليتون وغوين، فذكر غوين أن زملاءه في الكونغرس في أوريغون وكاليفورنيا مستعدون لدفع سعر أعلى. نظرًا لتناقص شعبية رئاسة بيوكانان، توجّب إرجاء المفاوضات حتى عقْد انتخابات رئاسية جديدة. ومع قُرب اندلاع الحرب الأهلية الأمريكية، اقترح دي ستويكل تجديد ترخيص الشركة الأمريكية الروسية. كان مِن المقرر فتح مينائَين من موانئها أمام التجار الأجانب، وتوقيع اتفاقيات تجارية مع بيرو وتشيلي لإعطاء الشركة «دَفقًا جديدة».
لم تتوقّف روسيا عن اقتناصها الفرص بغرض إضعاف الهيمنة البريطانية وذلك من خلال تسهيل محاصرة الأمريكان أو ضمهم مستعمرة كولومبيا البريطانية، بما في ذلك القاعدة البحرية الملكية في إيسكويمالت. عقب انتصار الاتحاد في الحرب الأهلية الأمريكية في العام 1865، أمر القيصر دي ستويكل باستئناف المفاوضات مع ويليام سيوارد في بداية مارس من العام 1867. استُغرق الرئيس أندرو جونسون بالمفاوضات حول إعادة الإعمار، وقد تسبّب سيوارد في امتعاض عدد من السياسيين الجمهوريين، وهكذا آمن الرجلان أن شراء آلاسكا قد يُسهم في لفت الانتباه عن المشاكل المحلية. اختُتمت المفاوضات بعد جلسة استمرت طوال الليل تمخّضت عن توقيع المعاهدة في الساعة 4:00 في 30 مارس من العام 1867، وتحديد سعر الشراء بمبلغ 7.2 مليون دولار (ما يساوي 133 مليون دولار في العام 2020)، أو ما يقارب السِنْتَين للفدان الواحد (4.74 دولار مقابل كل كيلومتر مربع).

## المِلكية الأمريكية
اختار الأمريكيون اسم ألاسكا من اللغة الأليوتية. وفي العصر الروسي، كان ذلك الاسم يشير إلى شبه جزيرة ألاسكا، التي أطلق عليها الروس اسم (ألياسكا)، وقد ثبت وُرود اسم ألياسكا في مصادر قديمة. 
رأى سيوارد وغيره كثير من الأمريكيين أن آسيا ستصبح سوقًا رئيسيًا للمنتجات الأمريكية، وتوقعوا أن تشكّل ألاسكا قاعدةً للتجارة الأمريكية مع آسيا والعالم ومركز القوة الأمريكية في المحيط الهادي. رغم اتفاقه بالرأي مع سيوارد على الفائدة التجارية، فقد تبنّى السيناتور تشارلز سومنر وجهة نظر غير مألوفة في توقّعه أن تحوز المنطقة على قيمة بذاتها؛ بعد مراجعته لسجلات المستكشفين، اعتقد أن أراضيها تحتوي على حيوانات وغابات غنية. قارَن سومنر عملية الاستحواذ على ألاسكا بالاستعمار الأوروبي المعاصر، كالغزو الفرنسي للجزائر. من موقعه كرئيس للجنة العلاقات الخارجية، رعى سومنر مشروع قانونٍ للحصول على الأراضي. خاطَب سيوارد الأمة الأمريكية بقوله إن تقديرات الروس تشير إلى احتواء ألاسكا على ما يقارب 2500 روسي، وغيرهم من الأعراق المختلطة (أي، من أب روسي وأم أمريكية أصلية)، و8000 شخص من السكان الأصليين، أي 10,000 شخص تقريبًا يعيشون في ظلّ الحكم المباشر لشركة الفراء الروسية، مع احتمال وجود 50,000 من سكان الإنويت وسكان ألاسكا الأصليين الذين يعيشون في المناطق الواقعة خارج نطاق سيطرتها.